# 蒙自砂仁
蒙自砂仁（学名：Amomum mengtzense）为姜科豆蔻属下的一个种。

## 扩展阅读
維基物種上的相關：蒙自砂仁